# Zhiyi
Zhiyi (kinesiska: 知一, 知一镇) är en köping i Kina. Den ligger i provinsen Heilongjiang, i den nordöstra delen av landet, omkring 420 kilometer öster om provinshuvudstaden Harbin. Antalet invånare är 9 799. Befolkningen består av 4 731 kvinnor och 5 068 män. Barn under 15 år utgör 13,0 %, vuxna 15-64 år 79 %, och äldre över 65 år 7,0 %.
Genomsnittlig årsnederbörd är 865 millimeter. Den regnigaste månaden är juli, med i genomsnitt 174 mm nederbörd, och den torraste är januari, med 8 mm nederbörd.